# Order „Manas”
Order „Manas” (kirg. «Манас» ордени) – najwyższe odznaczenie państwowe Republiki Kirgiskiej.

## Statut orderu
Order „Manas” został ustanowiony 16 kwietnia 1996 roku ustawą „O ustanowieniu odznaczeń państwowych Republiki Kirgiskiej”. Statut Orderu „Manas” został zatwierdzony 10 lipca 1996 roku dekretem Prezydenta Kirgistanu:

Order „Manas” nadawany jest obywatelom za wybitny wkład w ochronę oraz umacnianie państwa i demokratycznego społeczeństwa, jedność narodu oraz rozwój potencjału gospodarczego, duchowego i intelektualnego kraju.

W aktualnym systemie odznaczeniowym Kirgistanu Order „Manas” jest najwyższym odznaczeniem państwowym; wyżej znajduje się jedynie tytuł honorowy Bohatera Kirgistanu.

## Opis orderu
Order „Manas” posiada trzy stopnie. Przy wielokrotnym odznaczeniu tej samej osoby Order jest nadawany według kolejności: od trzeciego stopnia w górę. Prezydent Kirgistanu w szczególnych przypadkach może nadać Order „Manas” I stopnia z pominięciem nadania Orderu „Manas” III i II stopnia.
Podczas uroczystej ceremonii odznaczenia order jest zawieszany na szerokiej niebieskiej jedwabnej wstążce z naszytymi białymi pasami przy brzegach. Te same barwy nosi również baretka odznaczenia.

### Order „Manas” I stopnia
Order „Manas” I stopnia składa się z dwóch części – złotej ośmioramiennej gwiazdy o średnicy 60 mm oraz złotej nakładki pośrodku, złożonej z dwóch przeplatających się kwadratów pokrytych niebieską emalią, przedstawiających niebo i wodę jako symbol życia, oraz położonego centralnie koła pokrytego czerwoną emalią – symbolu słońca. Pośrodku koła znajduje się złoty relief przedstawiający Manasa galopującego na koniu z powiewającym na wietrze sztandarem.

### Order „Manas” II stopnia
Kształt Orderu „Manas” II stopnia jest identyczny jak Orderu „Manas” I stopnia, lecz różni się barwą i kruszcem. Gwiazda jest wykonana ze srebra; złote są jedynie: nałożony środek oraz osiem listków tworzących okrąg pomiędzy promieniami gwiazdy. Narożniki przeplatających się niebieskich kwadratów zdobią złote kropki. Powłoka emaliowana – niebieska i czerwona.

### Order „Manas” III stopnia
Order „Manas” III stopnia wykonany jest w całości ze srebra. Pokryty emalią w kolorze niebieskim i czerwonym.